# Emmanuel Viau
 (février 2021).
Si vous disposez d'ouvrages ou d'articles de référence ou si vous connaissez des sites web de qualité traitant du thème abordé ici, merci de compléter l'article en donnant les références utiles à sa vérifiabilité et en les liant à la section « Notes et références ».
Pour les articles homonymes, voir Viau.
Emmanuel Viau, né en 1966, est un écrivain de science-fiction, auteur de littérature jeunesse, rédacteur (Bayard Presse), musicien, podcasteur et créateur de jeux de société français.

## Biographie
Emmanuel Viau est né en 1966. Il est animateur de la collection Z'azimut (Fleurus Éditions) et rédacteur pour le magazine Je Bouquine aux éditions Bayard presse. Il est également musicien (Fixxions), podcasteur (HyperSensible, Ma Vie d'Ado et autres podcasts Bayard) et créateur de jeux de société.

## Littérature jeunesse et science-fiction
- Anton et la musique cubaine, texte de Emmanuel Viau, illustrations de Olivier Tallec, Gallimard Jeunesse, 1998[2], livre-CD
- La Menace des pierres, texte de Emmanuel Viau, illustrations de Laurent Hirn, coll. J'aime lire, Maximum n° 5, éditions Bayard Presse, 1999
- Planète verte peur bleue, Bayard Jeunesse coll. Je Bouquine Envol, numéro 513, 1999
- Bain de mer et soleil chaud, Je Bouquine (n 221), juillet 2002[3].
- Magie, Monstres et Amour, Je Bouquine (n 222), aout 2002 .
- Série Tessa et Lomfor (Fleurus):

1. Le Rivage des gobelins (2003)
2. Le Lac sans âmes (2003)[4]
3. La Forêt des ombres
4. Les Falaises des géants[5]
5. La Ville des traîtres[6]
6. Les Marais du sorcier
7. La Rivière des damnés
8. Le Désert des trolls (2007)
9. L'Océan du golem

- En direct de la guerre écrit par Emmanuel Viau, dessiné par Christophe Quet (3 tomes) publié chez Fleurus dans la collection Zeste en 2006
- La voyageuse, , texte de Emmanuel Viau, illustrations de Víctor de la Fuente, Fleurus, collection Zeste, 2006[7]

## Jeux de société
- Killer Party, Cocktailgames, 2010 par Céline Devillers et Emmanuel Viau[8]
- Panique au Resto, Tom-Tom et Nana (2018 - Bayard Jeux)[réf. nécessaire]